# Phenakistiskop

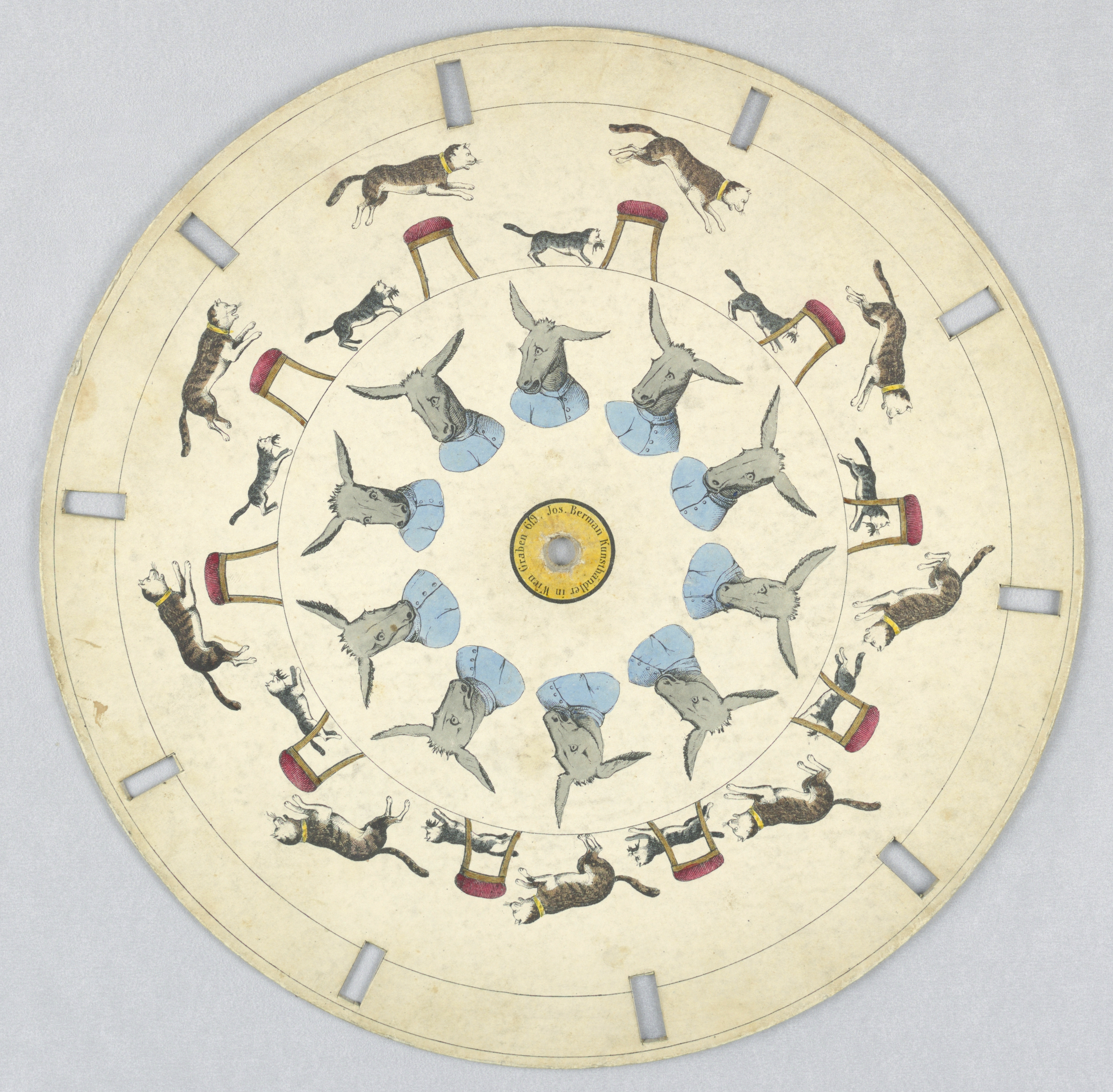
Eine Phenakistiskop-Scheibe (um 1830)

Simulation der rotierenden Scheibe: Esel und springende Katzen

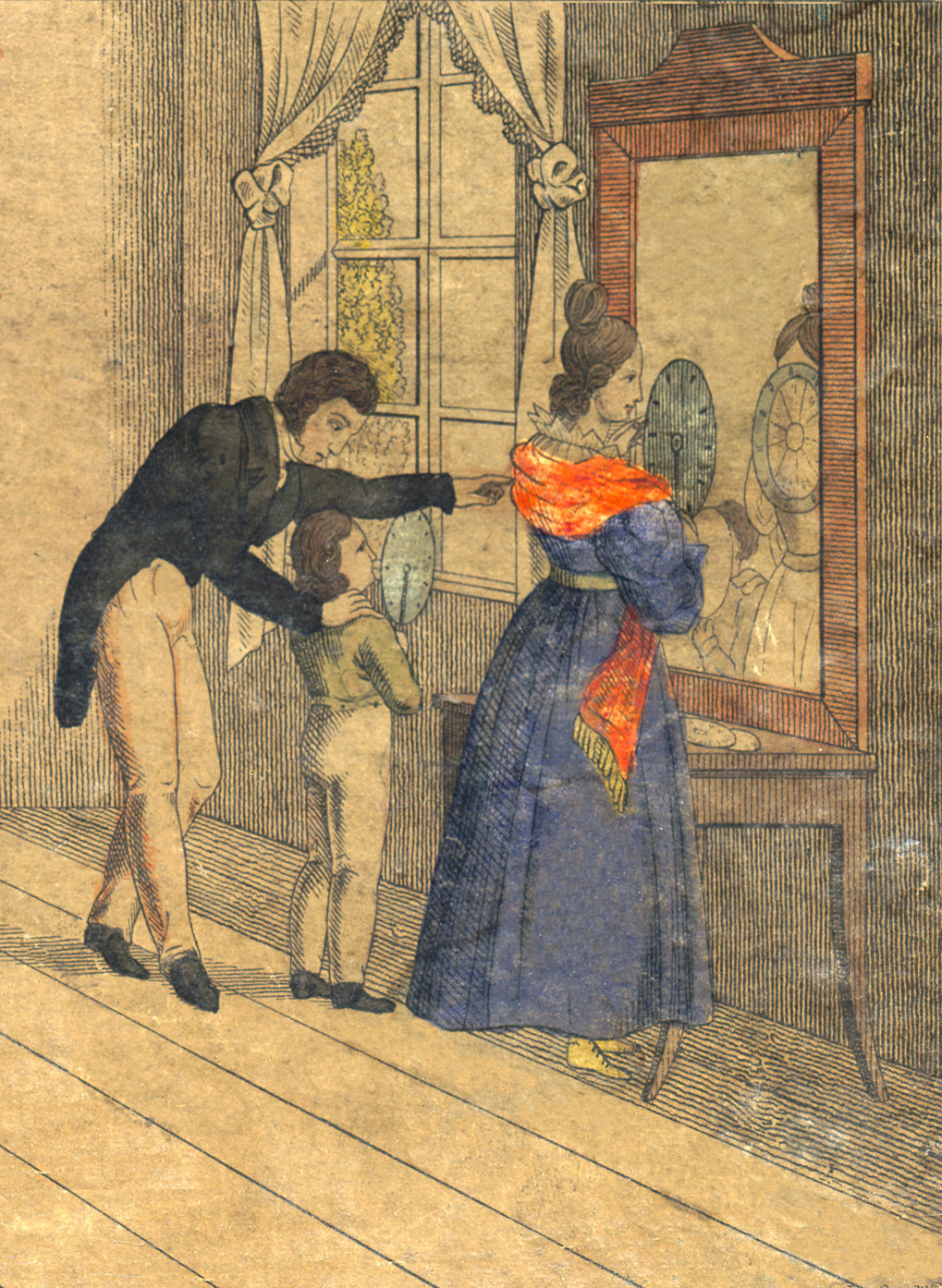
Eine Frau und ein Kind betrachten die bewegten Bilder in einem Spiegel, Abbildung auf der Verpackung einer Stroboskop-Scheibe Magic Disk - Disques Magiques von E. Schule, um 1833

Das Phenakistiskop (von altgriechisch phenax „Täuscher“, und skopein „betrachten“; wörtlich „Augentäuscher“) wurde gleichzeitig vom belgischen Physiker Joseph Antoine Ferdinand Plateau sowie vom österreichischen Professor für Praktische Geometrie Simon Stampfer im Zusammenhang mit durchgeführten Experimenten zur stroboskopischen Bewegung Anfang der 1830er Jahre entwickelt. 1833 wurden bereits die ersten Modelle des Phenakistiskops in London als Unterhaltungsmedien auf den Markt gebracht. Das Gerät wurde auch bekannt unter den Namen Phanakistiskop, Phantaskop, Wunderrad oder Lebensrad.

## Funktionsweise

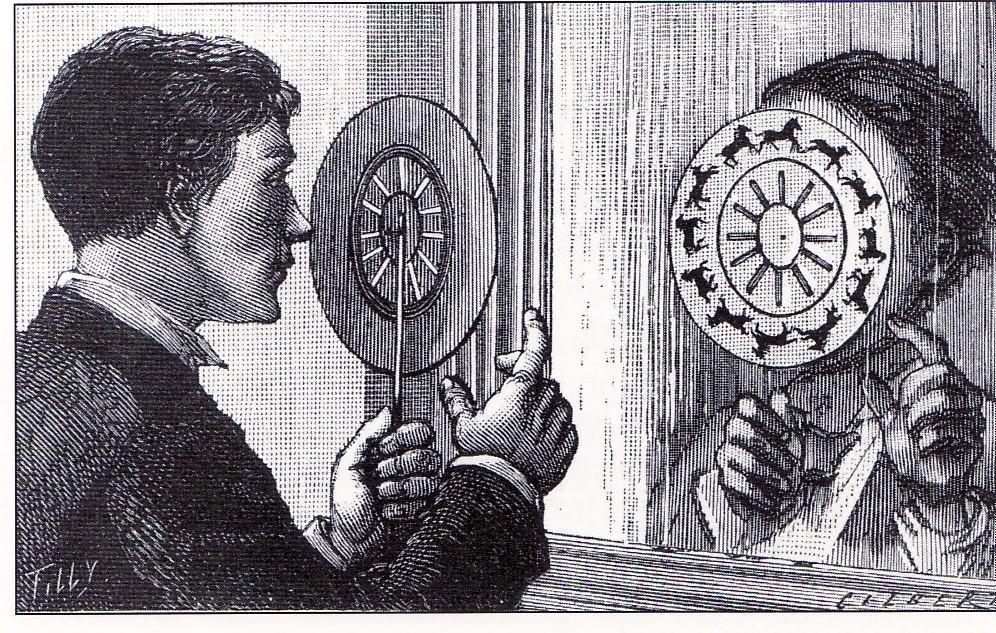
Der Gebrauch des Spiegel-Phenakistiskops, Darstellung von 1884

Das Phenakistiskop besteht aus einem Griff, auf dem eine drehbare Scheibe montiert ist. Auf der Scheibe sind Zeichnungen von Bewegungsphasen kreisförmig angeordnet. Zwischen den Zeichnungen befinden sich schmale Schlitze. Die Scheibe wird vor einen Spiegel gehalten, so dass die Zeichnungen im Spiegel zu sehen sind. Die dem Betrachter zugewandte Seite der Scheibe ist schwarz. Der Betrachter blickt von hinten durch die Schlitze auf den Spiegel, in dem die Zeichnungen sichtbar sind, und setzt die Scheibe in Bewegung. Die durch die Sehschlitze sichtbaren aufeinanderfolgenden Bilder erscheinen für ihn als bewegt. Der Bewegungseindruck entsteht dadurch, dass die Schlitze den Blick auf den Spiegel immer gerade dann freigeben, wenn gerade ein neues Bild im Spiegel an die Position des Vorherigen getreten ist. Dieser Eindruck beruht auf dem Prinzip der Nachbildwirkung.
Es handelt sich dabei um die erste Anwendung der stroboskopischen Bewegung zur Animation von gezeichneten Bildern. Mit dem Phenakistiskop wurden auch die ersten errechneten Bilder animiert.
Ein wichtiger Effekt bei der optischen Wahrnehmung ist die Flimmerfusion des hellen Bildes gegenüber der Dunkelphase zwischen den Schlitzen, wodurch jene kaum noch bewusst wahrgenommen wird und ein fließender Übergang der Bilder ineinander entsteht. Die Wahrnehmung der Bewegung von aufeinanderfolgend gezeigten Einzelbildern nennt man auch Beta-Bewegung.

## Entwicklung

Laufende Ratten auf einer Fantascope-Scheibe von Thomas Mann Baynes, 1833

Mathias Trentsensky vom Kunsthandel und Verlag Trentsensky & Vieweg arbeitete mit Professor Stampfer zusammen. Beide erhielten am 7. Mai 1833 ein österreichisches Patent (k.k. Privilegium) auf Professor Stampfers Stroboscopische Scheiben, die offenbar noch runde Löcher anstelle von Schlitzen enthielten, wie einer Publikation von 1868 und späteren Rekonstruktionen zu entnehmen ist.
Joseph Plateau beantragte kein Patent auf seine Entwicklung. Er veröffentlichte 1833 eine Serie bei Ackermann & Co in London unter der Bezeichnung Phantasmascope. Im Oktober 1833 verwendete der Verlag die Bezeichnung Fantascope für Scheiben, die von Thomas Talbot Bury und Thomas Mann Baynes entworfen worden waren.
Alphonse Giroux et Compagnie erhielten im August 1833 das Recht, Professor Stampfers Scheiben als Le Phénakisticope in Frankreich zu vertreiben.
Im Juni 1833 publizierte J. V. Albert Die belebte Wunderscheibe in Frankfurt a. M. und vertrieb diese bald international. Seine Scheibenbilder ähnelten denen von Stampfer und Giroux. Nachdem die Milton Bradley Company das Zoetrop 1867 patentieren ließ und auf den Markt brachte, verdrängte dieses das Phenakistiskop teilweise aus der Gunst der Käufer.
Einige Versionen bestanden aus zwei Scheiben, die mit Abstand zueinander auf derselben Achse montiert waren, so dass der Spiegel entfallen konnte. Einige Modelle besaßen eine Handkurbel zum Antrieb, und ab 1850 waren Geräte mit gläsernen Scheiben erhaltlich, welche die Projektion der Bilder erlaubten.
Der erste bekannte Entwurf eines Phenakistiskops mit transparenter Scheibe zur Projektion stammt von T. W. Naylor und wurde im Jahr 1843 im Mechanical’s Magazine – Volume 38 publiziert.
Franz von Uchatius entwickelte um 1851 eine eigene Version. Instrumentenbauer Wenzel Prokesch präsentierte der Österreichischen Akademie der Wissenschaften 1853 ein eigenes Modell und verkaufte ein Exemplar an den Zauberer Ludwig Döbler.
Zwischen 1844 und 1849 begann Joseph Plateau das Phenakistiskop mit seinem Anorthoskop zu kombinieren. Von hinten beleuchtete transparente Scheiben rotierten hinter einer geschlitzten schwarzen Scheibe, die sich mit vierfacher Geschwindigkeit in entgegengesetzter Richtung drehte. Die Darstellungen wurden unter anderem vom belgischen Maler Jean Baptiste Madou entworfen. Auch wurde eine Kombination mit dem Stereoskop des Entwicklers Charles Wheatstone vorgesehen. 1852 wurde eine solche Kombination von J. Duboscq als „Stéréoscope-fantascope, stéréofantscope ou Bïoscope“ umgesetzt, das eine 34 Zentimeter weite Bildscheibe und eine weitere Scheibe mit vier Linsen besaß, die mit verschiedenen Geschwindigkeiten rotierten.
Unabhängig von Plateau beschäftigten sich auch andere Wissenschaftler wie Simon Stampfer und William George Horner mit optischen Phänomenen in Verbindung mit der Stroboskopischen Bewegung und entwickelten Apparate, die unter der Bezeichnung „Stroboskop“ oder „Zoetrop“ bekannt wurden. Franz von Uchatius kombinierte das Phenakistiskop 1853 mit der Laterna magica zu einem Projektionsapparat. Diese Erfindung wurde wiederum durch Charles-Émile Reynaud 1877 mit dem Praxinoskop durch die Integration von Spiegeln und Beleuchtung weiterentwickelt. Weitere Verbesserungen gelangen Eadweard Muybridge 1879 mit dem Zoopraxiskop sowie Ottomar Anschütz 1884 mit dem Elektrotachyscop, bis schließlich Thomas Alva Edison 1892 den Kinetograph und das Kinetoskop vorstellte.
1869 ließ O. B. Brown einen optischen Apparat mit Malteserkreuzgetriebe und zweiteiliger Blende in den USA patentieren, der als Vorstufe des Kinematographen angesehen werden kann.
Ein Thomas Ross entwickelte 1869 einen kleinen Mechanismus, der als Wheel of life in eine Laterna Magica eingesetzt werden konnte.
Henry Renno Heyl präsentierte 1870 sein Phasmatrope vor der Philadelphia Academy of Music. Ebenfalls eine Laterna Magica mit 16 verschiedenen rotierenden Bildvorlagen und Blende.
Die erste photographische Aufnahme einer Bewegung als zusammenhängende Bildfolge wurde 1878 von Eadweard Muybridge durchgeführt. Bis dahin waren die Einzelbilder jeweils gemalt oder einzeln fotografiert. Eadweard Muybridge entwickelte 1879 sein Zoopraxiskop.

## Wissenschaftliche Anwendung
Zur Überprüfung der in den 1870er und 1880er Jahren durch empfindliche Photomaterialien und schnelle Kameraverschlüsse möglich gewordenen Aufnahmen bewegter Objekte war man auf das Medium „Phenakistiskop“ angewiesen. Die Korrektheit der auf den Einzelaufnahmen abgebildeten „unmöglich erscheinenden Stellungen“ wurde vielfach angezweifelt und konnte durch die Wahrnehmung nicht überprüft werden. Erst die Präsentation der Einzelbilder in der richtigen Reihenfolge und mit der richtigen Geschwindigkeit erbrachte den Beweis für die wissenschaftliche Relevanz der Chronofotografie.
Der tschechische Physiologe Jan Purkyně verwendete seinen Phorolyt (auch Kinesiskop) seit 1837 in Vorlesungen. 1861 stellte er damit ein schlagendes Herz dar.
Der deutsche Physiker Johann Heinrich Jakob Müller publizierte mit J. V. Albert 1846 in Frankfurt Scheiben mit der Darstellung von Wasser- und Schallwellen.

## Wahrnehmungsphysiologie und Kinematografie
Filmhistoriker sehen im Phenakistiskop „die Urformen einer evolutionären technischen Entwicklung, die gegen das Ende des Jahrhunderts zu einer einzigen vorherrschenden Form führen. Sie gelten vor allem als im Werden begriffene, noch unvollständige Vorläufer des Films.“
Die Beschäftigung mit dem „Problem des Nachbildes und die Zeitlichkeit des subjektiven Sehens“ im 19. Jahrhundert, die in Europa zum Gegenstand der verschiedensten Wissenschaftszweige wurde, ist jedoch in einen größeren erkenntnistheoretischen Zusammenhang einzuordnen.

## Phénakistikope – Modelle und Bezeichnungen
Weitere Anbieter von Phénakistikopen, die unter den verschiedensten Bezeichnungen vertrieben wurden:
- Periphanoscop – oder Optisches Zauber-Theater / ou Le Spectacle Magique / or The Magical Spectacle (R. S. Siebenmann, Arau, August 1833)
- Toover-schijf (A. van Emden, Amsterdam, August 1833)
- Fores’s Moving Panorama oder Optical Illusions (London, September 1833)
- The Phenakistiscope or Magic Disc (Forrester & Nichol & John Dunn, September 1833)
- Motoscope, of wonderschijf (Amsterdam, September 1833)
- McLean’s Optical Illusions, or, Magic Panorama (London, November 1833)
- Le Fantascope (Dero-Becker, Belgien, Dezember 1833)
- The Phenakisticope, or Living Picture (W. Soffe, Dezember 1833)
- Soffe’s Phantascopic Pantomime, oder Magic Illusions (Dezember 1834)
- Wallis’s Wheel of Wonders (London, Dezember 1834)
- The Laughingatus, or Magic Circle (Gabriel Shear Tregear, um 1835)
- Le Phenakisticope (Junin, Paris, 1839?)
- Das Phorolyt oder die magische Doppelscheibe (Purkyně & Pornatzki, Breslau, 1841)
- Optische Zauber-Scheiben / Disques Magique (unbekannte Urheber, ein Set stammt von Frederic Voigtlaender)
- Optische Belustigungen – Optical Amusements – Optic Amusements (unbekannte Urheber)
- Fantasmascope. Tooneelen in den spiegel (K. Fuhri, Den Haag, 1848)
- Kinesiskop (entworfen von Purkyně, veröffentlicht von Ferdinand Durst, Prag, 1861)
- The Magic Wheel (J. Bradburn, USA, 1864)
- L’Ékonoscope (Pellerin & Cie, Frankreich, 1868)
- Pantinoscope (im Journal des Demoiselles, Frankreich, 1868)
- Magic Circle (G. Ingram, um 1870)
- Tableaux Animés – Nouveau Phénakisticope (Wattilaux, Frankreich, um 1875)
- The Zoopraxiskop (Eadweard Muybridge, USA, 1893)
- Prof. Zimmerman’s Ludoscope (Harbach & Co, Philadelphia, 1904)

## Zeittafel – Darstellung bewegter Bilder
- ab 1600: Daumenkino – Abblätterbuch mit Einzelbildern
- ab 1671: Laterna magica – Zauberlaterne: frühes Gerät zur Bildprojektion
- ab 1825: Thaumatrop – Wunderscheibe mit zwei Fäden
- ab 1830: Phenakistiskop – Phantaskop, Wunderrad oder Lebensrad
- ab 1832: Stroboskop – Zauberscheiben: Blitzgerät
- ab 1834: Zoetrop – Wundertrommel mit Schlitzen
- ab 1861: Mutoskop – Stereoanimationsblätterer per Stroboskop
- ab 1877: Praxinoskop – Elektrischer Schnellseher mittels Spiegelanordnung
- ab 1879: Zoopraxiskop – Projektionsgerät für chronofotografisch erzeugte Reihenbilder
- ab 1880: Kaiserpanorama – populäres Massenmedium mit stereoskopischen Bilderserien
- ab 1886: Elektrotachyscop – Projektionsgerät für Reihenbilder
- ab 1891: Kinetoskop – erster Filmbetrachter

## Bildbeispiele

### AusMcLean’s Optical Illusions, 1833

Reiter auf galoppierendem Pferd
Vögel, Schmetterlinge und springender Mann
Mann und Frosch
Ballschluckender Kopf und sich verbeugender Mann
Zwei Männer, sich Kuchen zuwerfend
Mann, eine Pumpe bedienend
Schreckgespenst
Verfolger und Verfolgter
Mann und Frau, sich voreinander verbeugend
Zunge herausstreckender Mann
Affe und springendes Zebra

### Weitere Beispiele

Schlangen Joseph Plateau, 1833
Geometrische Formen Josef Bermann, 1833
Sich verformender Kopf Simon Stampfer, 1833
Tanzender Mann Simon Stampfer, 1833